# Augusto Paulino Soares de Souza Filho
Augusto Paulino Soares de Souza Filho (Rio de Janeiro, 15 de novembro de 1904 – 29 de setembro de 1961) foi um médico brasileiro.
Graduado pela Faculdade Nacional de Medicina da Universidade do Brasil em 1927, com a tese de doutoramento “Artroplastia do Joelho”. Foi eleito membro da Academia Nacional de Medicina em 1943, sucedendo seu pai Augusto Paulino Soares de Souza na Cadeira 39, que tem seu pai como patrono.